# Bagamoyo (huyện)
Bagamoyo là một huyện thuộc vùng Pwani, Tanzania. Thủ phủ của huyện Bagamoyo đóng tại Chalinze. Huyện Bagamoyo có diện tích 9842 ki lô mét vuông. Đến thời điểm điều tra dân số ngày 25 tháng 8 năm 2002, huyện Bagamoyo có dân số 228967 người.